# 莱屈桑新城
莱屈桑新城（法語：Villeneuve-Lécussan，法語發音：[vilnœv lekysɑ̃]）是法国上加龙省的一个市镇，属于圣戈当区。

## 地理
莱屈桑新城（43°9'0"N, 0°29'55"E）面积16.1 平方千米，位于法国奧克西塔尼大區上加龙省，该省份为法国西南部内陆省份，西南端与西班牙接壤，自此顺时针与上比利牛斯省、热尔省、塔恩-加龙省、塔恩省、奥德省和阿列日省接壤。
与莱屈桑新城接壤的市镇（或旧市镇、城区）包括：皮纳、内斯特河畔圣洛朗、康塔乌斯、屈居龙、弗朗克维耶勒、莱屈桑、圣普朗卡尔、塞代亚克、于格拉。

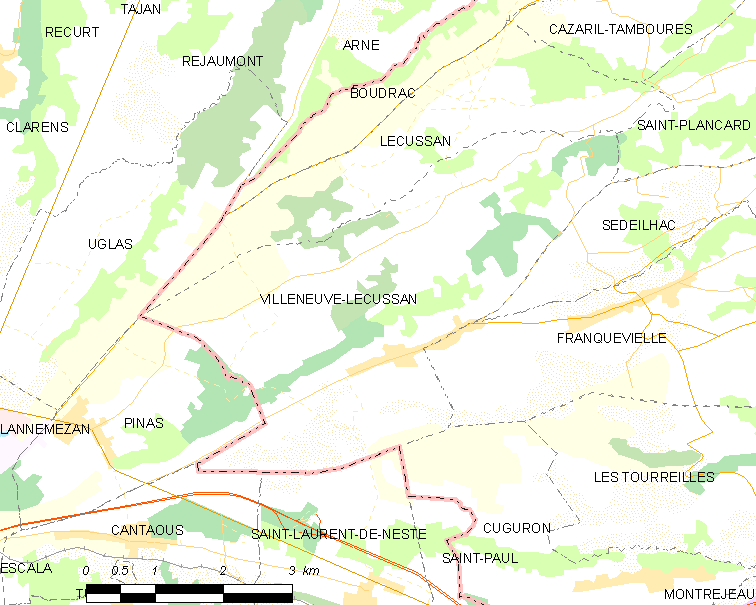
莱屈桑新城的OSM定位图

莱屈桑新城的时区为UTC+01:00、UTC+02:00（夏令时）。

## 行政
莱屈桑新城的邮政编码为31580，INSEE市镇编码为31586。

## 政治
莱屈桑新城所属的省级选区为圣戈当县。

## 人口

1962-2008年间莱屈桑新城人口变化图示

莱屈桑新城于2022年1月1日时的人口数量为570人。